# أرنولد إيشر فوندير لينث

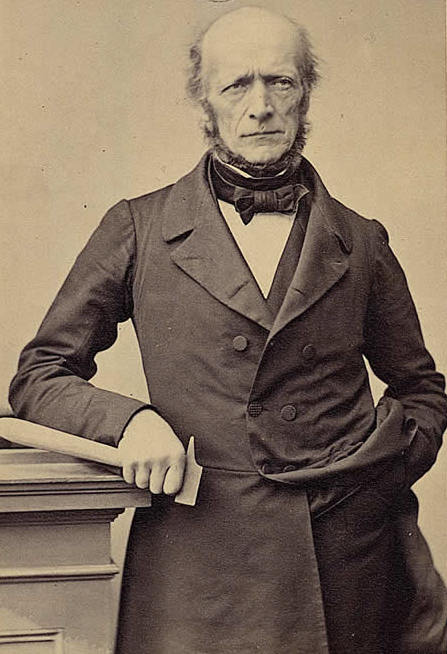
صورة لـ أرنولد إيشر فوندير لينث

أرنولد إيشر فوندير لينث (ولد في 8 يونيو 1807 في زيورخ - توفي في 12 يوليو 1872) كان عالم جيولوجيا سويسري الجنسية، الأبن لـ هانس كونراد إيشر فوندير لينث (1767 - 1823) (Hans Conrad Escher von der Linth).
قام بأول صعود للاوتيرارورن في 8 أغسطس 1842 مع بيير جان إدوارد ديسور (Pierre Jean Édouard Desor) وكريستيان جيرارد، وأرشد ميلكيور بانهولزر و جاكوب ليولولد.